# Lovas Rozi
Lovas Rozi (Budapest, 1986. július 14. –) magyar színésznő. A POSZT-on kétszer is elnyerte a Legjobb 30 év alatti színésznő díját.

## Élete
Édesapja belsőépítész, de nyolc évig filmes és színházi díszlettervezőként is dolgozott, ezért nagyon féltette lányát a színész szakmától. Csak lassan, gimnáziumi évei alatt – színjátszósként – alakult ki a vonzalma a színházhoz. Első meghatározó színházi élménye a Hedda Gabler volt Básti Julival a Katona József Színházban.
Tizenhat éves koráig versenyszerűen teniszezett. A Városmajori Gimnáziumban érettségizett, majd az Eötvös Loránd Tudományegyetemen folytatta tanulmányait: egy évet olasz, kettőt filmelmélet szakon. De ekkor már tudta, hogy a színészet felé vonzódik. 2007-ben felvételt nyert a Kaposvári Egyetem színművész képzésére. Mohácsi János osztályában szerzett diplomát, a szak első egyetemi évfolyamában. Az egyik zenés trimeszterben Cseh Tamás meghatározó dalaiból készített vizsgaelőadásuk, A Füst a szemében címmel bejárta az országot és Amerikába is meghívást kapott, amiről egy ötven perces dokumentumfilm készült.
Még a diplomázása évében, 2012-ben a Miskolci Nemzeti Színházhoz szerződött. E mellett 2013–2015 között Őze Áron és Göttinger Pál hívására a Pesti Magyar Színház, majd az ottani igazgatóváltását követően Réthly Attila főrendező – akivel a kaposvári főiskolán már dolgozott együtt – és Csányi Sándor művészeti vezető hívására 2015–2016-os évadban a Thália Színház társulatának is tagja volt. 2016-2024 között a Radnóti Miklós Színház színésznője volt. 2024-től szabadúszó. 2024-ben alapító tagja a Loupe Színházi Társulásnak.
Vendégszerepelt a Pécsi Nemzeti Színház, Csiky Gergely Színház, Magyar Színház, Budapesti Játékszín színpadain, illetve a Bácskai Juli Pszichoszínházban is.
Több magyar filmben is kipróbálhatta magát, így például a Montreal World filmfesztivál elsőfilmes kategóriájában Bronz Zenit díjas Szász Attila alkotásban A berni követ című filmben Kulka János, Szabó Kimmel Tamás és Kádas József mellett. 2012-ben a Nejem, nőm, csajom című filmvígjáték főszerepét alakíthatta. Sorozatokban is feltűnt.
2010-ben Béli Ádám, Formán Bálint, Keresztény Tamás és Lábodi Ádám alapítottak egy színészzenekart Bánfalvi Eszter Kvartett (BEKVART) névvel, amihez billentyűsként csatlakozott állandó sztárvendégként, mint „Bánatos D’urvák”.

### Magánélete
Évekig élt együtt Balikó Tamással, a színművész 2014-es tragikus hirtelenségű haláláig.
2019 novemberében bejelentette, hogy babát vár és szeretné, ha a gyerekvárás örömei megmaradhatnának neki és családjának, nem szeretne ennek kapcsán sajtóhírekben szerepelni. Gyermekének édesapja Horváth János Antal dramaturg, akivel 2020-ban házasodott össze. 2020. május 14-én megszületett fiuk: Horváth János Misa. 2022 februárjában megszületett kislányuk: Izabella Mária.
Családjával Nagymaroson élnek.

## Díjai
Színművészeti Iskolák Találkozója Marosvásárhely
- 2010 díj: legjobb női mellékszereplő

Pécsi Országos Színházi Találkozó
- 2013 díj: legjobb 30 év alatti színésznő (a miskolci A vágy villamosa előadásban nyújtott alakításáért) Tenki Rékával megosztva
- 2014 díj: legjobb 30 év alatti színésznő (a miskolci A tanítónő című darabban nyújtott alakításáért)

Városmajori Színházi Szemle
- 2014 díj: legjobb női főszereplő (Tóth Flóra alakításáért A tanítónő című előadásban; Budapesti Nyári Fesztivál)[19]

Színikritikusok díja
- 2014 díj: legígéretesebb pályakezdő (Színházi Kritikusok Céhe)[20][21]

Junior Prima díj
- 2014 díj: színház- és filmművészet kategória[22]

## Színházi szerepei
| Szerző | A darab címe                          | Bemutató dátuma | Színház                                     | Játszott szerep                  |
| --- | ------------------------------------- | --------------- | ------------------------------------------- | -------------------------------- |
| Prosper Mérimée, Georges Bizet                                                                                  | Egy Carmen                            | 2010.           | Zsámbéki Színházi Bázis                     |                                  |
| Claude Magnier                                                                                                  | Oscar                                 | 2010.           | Pécsi Nemzeti Színház Kamaraszínház         | Bernadette, szobalány; Grófné    |
| Luigi Pirandello                                                                                                | Hat szerep keres egy szerzőt          | 2011.           | Kaposvári Egyetem Művészeti Kar             |                                  |
| Georges Feydeau                                                                                                 | Osztrigás Mici                        | 2011.           | Magyar Színház                              | Clémentine, a tábornok unokahúga |
| William Shakespeare                                                                                             | Vízkereszt, avagy elmentek ti a jó... | 2011.           | Kaposvári Egyetem Művészeti Kar             |                                  |
| Sofi Oksanen | Tisztogatás                           | 2011.           | Csiky Gergely Színház Stúdió                | Fiatal Aliide                    |
| Háy János | A kéz                                 | 2011.           | Csiky Gergely Színház                       | Kriszta                          |
| Herczeg Ferenc                                                                                                  | Kék róka                              | 2011.           | Játékszín                                   | Lencsi                           |
| Móricz Zsigmond                                                                                                 | Úri muri                              | 2012.           | Miskolci Nemzeti Színház                    | Rozika                           |
| Tennessee Williams                                                                                              | A vágy villamosa                      | 2012.           | Miskolci Nemzeti Színház Kamaraszínház      | Stella Dubois                    |
| Bertolt Brecht                                                                                                  | Kurázsi mama és gyermekei             | 2013.           | Miskolci Nemzeti Színház Játékszín          | Kattrin                          |
| William Shakespeare                                                                                             | Hamlet                                | 2013.           | Miskolci Nemzeti Színház Csarnok            | Ophelia                          |
| Lázár Ervin | A négyszögletű kerekerdő              | 2013.           | Miskolci Nemzeti Színház Kamaraszínház      | Aromo                            |
| Bródy Sándor | A tanítónő                            | 2013.           | Miskolci Nemzeti Színház                    | Tóth Flóra                       |
| Anton Pavlovics Csehov                                                                                          | Sirály (Csarnok)                      | 2014.           | Miskolci Nemzeti Színház Csarnok            | Mása                             |
| Peter Shaffer                                                                                                   | Amadeus                               | 2014.           | Orlai Produkciós Iroda - Belvárosi Színház  |                                  |
| William Shakespeare, Mészöly Dezső                                                                              | Romeo és Júlia                        | 2014.           | Magyar Színház Sinkovits Imre Stúdiószínpad | Júlia                            |
| Jeney Zoltán | Rév Fülöp                             | 2014.           | Magyar Színház                              | Ádánd                            |
| Alekszandr Szergejevics Puskin, Molnár-Keresztyén Gabriella                                                     | Anyegin                               | 2014.           | Magyar Színház Sinkovits Imre Stúdiószínpad | Tatjána                          |
| Carlo Goldoni                                                                                                   | A legyező                             | 2015.           | Miskolci Nemzeti Színház                    | Giannina / Candida               |
| Agatha Christie, Mészöly Dezső, Dedinszky Zsófia                                                                | Egérfogó                              | 2015.           | Budaörsi Latinovits Színház                 | Mollie Ralston                   |
| James Rado, Gerome Ragni, Mohácsi János, Mohácsi István, Galt MacDermot, James Rado, Gerome Ragni, Závada Péter | Hair                                  | 2014.           | Orlai Produkciós Iroda, Belvárosi Színház   | Jeannie (szerepkettőzés)         |
| k2 | Röpülj, lelkem!                       | 2016.           | K2                                          | Rút Malvin, színész II.          |
| Georges Feydeau, Hamvai Kornél                                                                                  | Rövid a póráz                         | 2016.           | Thália Színház                              | Viviane                          |
| Martin McDonagh, Hamvai Kornél                                                                                  | A nagy kézrablás                      | 2016.           | Thália Színház                              | Marilyn                          |
| Carlo Goldoni, Richard Bean, Zöldi Gergely, Máthé Zsolt                                                         | Egy fenékkel két lovat                | 2016.           | Orlai Produkciós Iroda, Belvárosi Színház   | Rachel                           |
| Wajdi Mouawad, Molnár Zsófia                                                                                    | Futótűz                               | 2017.           | Radnóti Miklós Színház                      | Sawda                            |
| William Shakespeare, Szabó T. Anna                                                                              | Téli rege                             | 2017.           | Radnóti Színház                             | Emília, Hermione udvarhölgye     |
| Fjodor Mihajlovics Dosztojevszkij, Fekete Ádám, Kelemen Kristóf                                                 | A játékos                             | 2017.           | Radnóti Színház                             | Mademoiselle Blanche             |
| Jonathan Maitland                                                                                               | Tagadj, tagadj, tagadj                | 2017.           | Orlai Produkciós Iroda - Hatszin Teatrum    |                                  |

## Tévés és filmes szerepei
- 2009 Made in Hungária - Éva ("Csak cha-cha-cha")
- 2010 Szép magyar szó-kép-tár (játékfilm, etűd:[24] Újság) -
- 2011 Isztambul (magyar-holland-ír-török filmdráma[25]) - Andi, Zoli barátja
- 2012 Micsoda útjaink (dokumentumfilm) - Saját maga
- 2012 Nejem, nőm, csajom (romantikus vígjáték) - Szilvi
- 2013 Memphis (rövidfilm) - Szilvi
- 2014 A berni követ (tévéfilm) - Hajni
- 2015 Válótársak (vígjáték tévésorozat) - Móni
- 2016–2019 Csak színház és más semmi (tévéfilmsorozat) - Palotás Nóra öltöztető
- 2017–2025  A mi kis falunk (tévéfilmsorozat) - Szabó Erika
- 2019 Most van most (film) - Tina
- 2020 Hab (film)
- 2020 Második kör (rövidfilm) - Váradi Kinga
- 2022 Ida regénye (film) - Balogh Jolán
- 2023– Gólkirályság (tévéfilmsorozat) - Szabó Antónia "Tóni"
- 2024 Futni mentem (film) - Kata
- 2025 Véletlenül írtam egy könyvet - Lujza (film)
- 2025 Itt érzem magam otthon (film)

## Hangjáték
- Máté Angi: Mamó (2015)[26]
- Móricz Zsigmond: Forró mezők (2015)

## Podcastek
2020 februárja és 2023 decembere között Magyarország első scripted storytelling típusú podcastjének, az Egyszer Lent-nek a házigazdája. 
2020 őszén a Radnóti Színház művészeként a Kortárs Felbeszélések, 18, kortárs magyar író rövidebb műveit bemutató podcast egyik közreműködője volt.